# Dudenhofen
Dudenhofen település Németországban, Rajna-vidék-Pfalz tartományban. Lakosainak száma 6057 fő (2023. december 31.).

## Népesség
A település népességének változása:
| Lakosok száma | 4521 | 6040 | 6030 | 6029 | 6008 | 6057 |
|               | 1975 | 2017 | 2019 | 2021 | 2022 | 2023 |